# Schmietränkbach
Der Schmietränkbach (auch Musel genannt) ist ein 0,9 km langer Bach in Baden-Württemberg, der in Zaisersweiher im Enzkreis von rechts in den Zaisersweiher Bach mündet. Inklusive des nur zeitweise wasserführenden Oberlaufs misst er ca. 1,9 km Länge.

## Name
Der Bach wurde nach dem Gewann Schmietränke nahe dem Schmietränksee benannt. Der Legende nach sollen die Bauern von Schmie aufgrund der Wasserarmut auf ihrer Gemarkung ihre Tiere zum Tränken zu diesem See getrieben haben. Allerdings existierten zwei Seen auf Schmieer Markung, weshalb diese Erklärung eher unwahrscheinlich ist. Der Flurname wird erstmals 1753/71 genannt („Schmier Tränck“) und hieß zuvor „Wiesen am Schmier Weg“.

## Geographie

### Verlauf
Der Schmietränkbach entsteht unbeständig etwa 700 m östlich des Roßweihers von Maulbronn und etwa ebenso weit westlich des Ortsrandes von Zaisersweiher etwa auf 290 m ü. NHN. Er fließt in recht genau östlicher Richtung. Erst nach etwa 950 m führt der Bach ab einer Höhe von etwa 275 m ü. NHN dauerhaft Wasser. Nach weiteren rund 200 m fließt er an vier angelegten Teichen sowie dem Gewann Schmietränke vorbei; der namengebende Schmietränksee liegt von dort aus rund 140 m südlich. Nach weiteren etwa 450 m erreicht er das Dorf Zaisersweiher und zieht darin an der Südseite des alten Ortskerns vorbei. Schließlich mündet er auf 260 m ü. NHN von rechts in den oberen Zaisersweiher Bach.

### Einzugsgebiet
Der Schmietränkbach hat ein rund 2 km² großes Einzugsgebiet, dessen mit 366,9 m ü. NHN höchster Punkt am Südrand auf dem Kamm des Eichelbergs liegt. Dort und am Hang Hamberg darunter steht Wald, die überwiegenden tieferen und offenen Anteile werden dagegen meist ackerbaulich genutzt.
Im Norden grenzt das Einzugsgebiet des obersten Zaisersweiher Bachs vor seinem Zufluss an. Im Süden verläuft die Wasserscheide gegen den Scherbentalbach, der in Lienzingen in den Schmiebach einfließt, über den Bergrücken des Eichelbergs. Beider Abfluss gelangt letztlich über die Enz in den Neckar. Jenseits der Westgrenze konkurriert die Salzach, die auch den Roßweiher entwässert und deren Abfluss über die Saalbach noch oberhalb der Neckarmündung in den Rhein gelangt; dieser im Gelände nicht prominente Abschnitt der Gesamtwasserscheide ist also hydrologisch der bedeutendste.
Das Einzugsgebiet gehört naturräumlich im Westen zum Unterraum Brettener Hügelland des Kraichgaus, im Osten zum Unterraum Stromberg von Strom- und Heuchelberg. In Gänze liegt es im Naturpark Stromberg-Heuchelberg sowie auf der Gemarkung von Zaisersweiher.

### Zuflüsse und Seen
Die Mönche des Klosters Maulbronn ließen am Eichelberg Wassergräben errichten, die in den Schmietränkbach fließen. Sie sollten bei lang anhaltenden Regenfällen die Felder und Wiesen schneller zum Bach hin entwässern. Dieser passiert auch vier Fischteiche, die Anfang der 1960er Jahre von zwei Privatpersonen zur Fischzucht angelegt wurden.

### LUBW
Amtliche Online-Gewässerkarte mit passendem Ausschnitt und den hier benutzten Layern: Lauf und Einzugsgebiet des Schmietränkbachs

Allgemeiner Einstieg ohne Voreinstellungen und Layer: Daten- und Kartendienst der Landesanstalt für Umwelt Baden-Württemberg (LUBW) (Hinweise)
1. ↑  Höhe nach dem Höhenlinienbild auf dem Hintergrundlayer Topographische Karte.
2. 1 2  Höhe nach grauer Beschriftung auf dem Hintergrundlayer Topographische Karte.
3. ↑  Länge abgemessen auf dem Hintergrundlayer Topographische Karte.
4. ↑  Länge nach dem Layer Gewässernetz (AWGN).
5. ↑  Einzugsgebiet abgemessen auf dem Hintergrundlayer Topographische Karte.
6. ↑  Schutzgebiete nach den einschlägigen Layern, Natur teilweise nach dem Layer Geschützte Biotope.

### Andere Belege
1. ↑  Martin Ehlers/Andreas Felchle: Zaisersweiher - Ein Lesebuch zur Ortsgeschichte. IPa Verlag, Vaihingen(Enz) 2000, ISBN 3-933486-13-0, S. 54.
2. ↑  Josef Schmithüsen: Geographische Landesaufnahme: Die naturräumlichen Einheiten auf Blatt 161 Karlsruhe. Bundesanstalt für Landeskunde, Bad Godesberg 1952. → Online-Karte (PDF; 5,1 MB)
3. ↑  Friedrich Huttenlocher, Hansjörg Dongus: Geographische Landesaufnahme: Die naturräumlichen Einheiten auf Blatt 170 Stuttgart. Bundesanstalt für Landeskunde, Bad Godesberg 1949, überarbeitet 1967. → Online-Karte (PDF; 4,0 MB)